# C21orf62
C21orf62 (англ. Chromosome 21 open reading frame 62) – білок, який кодується однойменним геном, розташованим у людей на короткому плечі 21-ї хромосоми. Довжина поліпептидного ланцюга білка становить 219 амінокислот, а молекулярна маса — 24 886.
| 10         |  | 20         |  | 30         |  | 40         |  | 50         |
| ---------- |  | ---------- |  | ---------- |  | ---------- |  | ---------- |
| MAPPSRHCLL |  | LISTLGVFAL |  | NCFTKGQKNS |  | TLIFTRENTI |  | RNCSCSADIR |
| DCDYSLANLM |  | CNCKTVLPLA |  | VERTSYNGHL |  | TIWFTDTSAL |  | GHLLNFTLVQ |
| DLKLSLCSTN |  | TLPTEYLAIC |  | GLKRLRINME |  | AKHPFPEQSL |  | LIHSGGDSDS |
| REKPMWLHKG |  | WQPCMYISFL |  | DMALFNRDSA |  | FKSYSIENVT |  | SIANNFPDFS |
| YFRTFPMPSN |  | KSYVVTFIY  |  |            |  |            |  |            |

A: Аланін

C: Цистеїн

D: Аспарагінова кислота

E: Глутамінова кислота

F: Фенілаланін

G: Гліцин

H: Гістидин

I: Ізолейцин

K: Лізин

L: Лейцин

M: Метіонін

N: Аспарагін

P: Пролін

Q: Глутамін

R: Аргінін

S: Серин

T: Треонін

V: Валін

W: Триптофан